# Áreas protegidas de Samoa

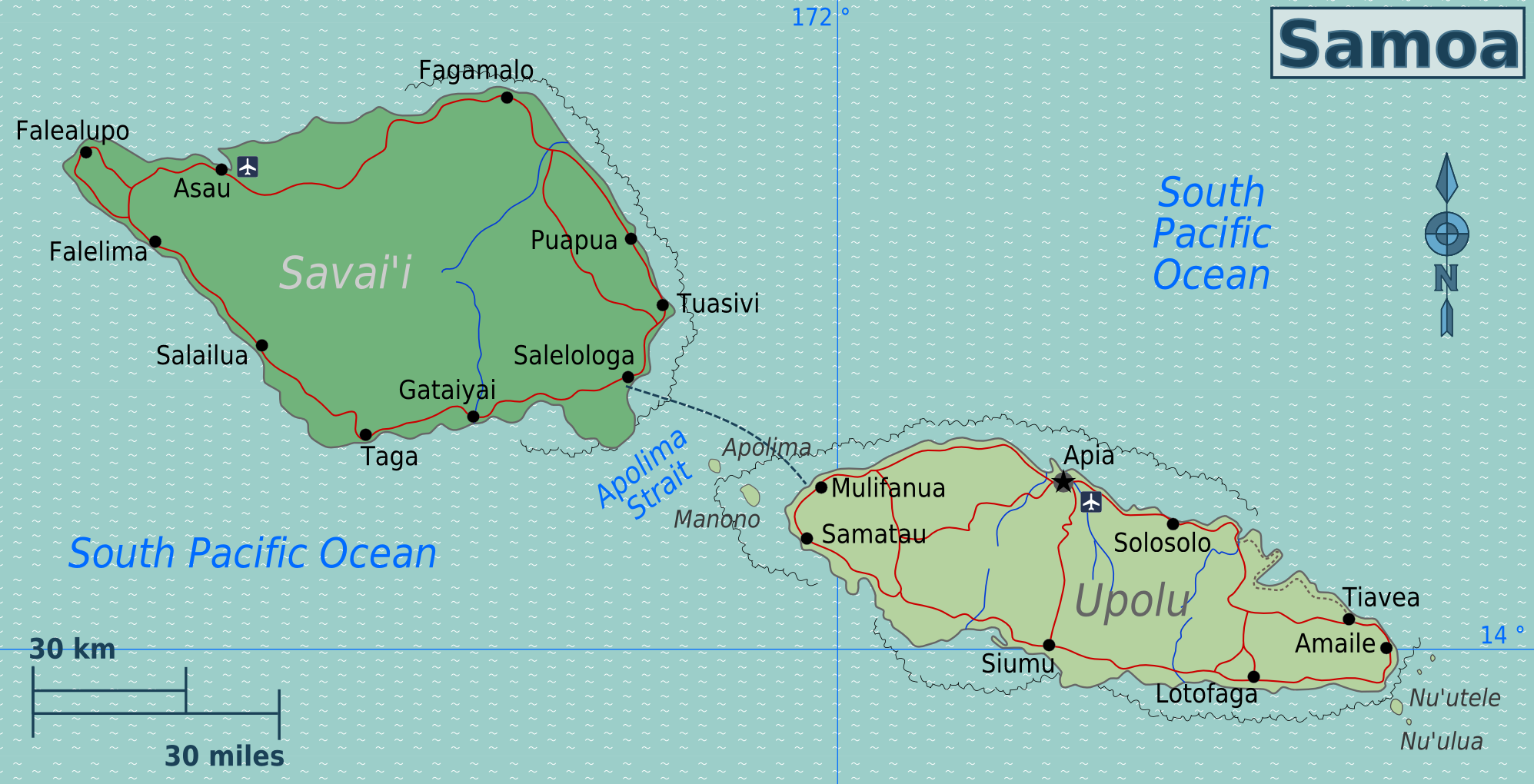
Samoa

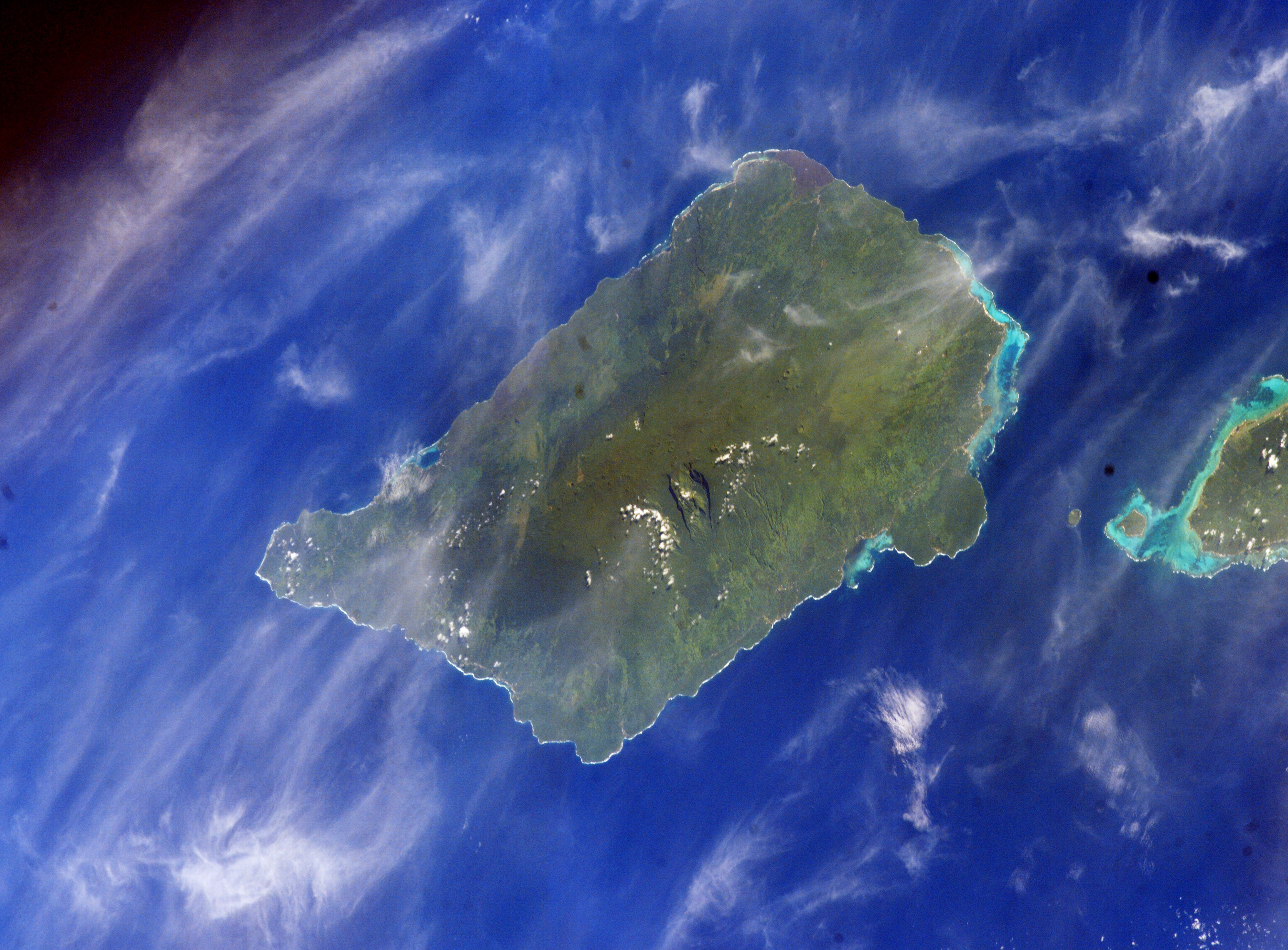
Isla de Savai'i, vista desde el aire

Según la IUCN, en Samoa hay 99 áreas protegidas que ocupan 238 km², el 8,22% del territorio, y 181 km² de áreas marinas, el 0.14% de la superficie que corresponde al país, de 132.306 km². De estas, 1 es una reserva marina, 1 es una reserva natural, 5 son parques nacionales, 6 son áreas marinas protegidas, 16 son reservas, 1 es un área de conservación, 59 son comunidades pesqueras y 6 son de otro tipo. Además hay 2 sitios Ramsar.
El bosque nuboso de las tierras altas de Savai'i mantenía en 2014 el mayor bosque tropical de la Polinesia intacto, con un área de 700 km².
En el monte Vaea, de 472 m, por encima de Apia, la capital de Samoa, en Upolu, se encuentra el Monumento conmemorativo de Robert Louis Stevenson, cuyo entorno es reserva escénica.

## Parques nacionales

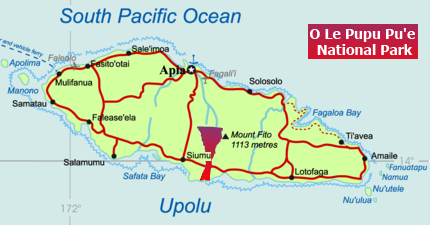
Parque nacional O Le Pupu Pu'e, en Upolu.

- Parque nacional Aopo-Asau, antes Cornwall, 25 km², en Savai'i, con bosque mixto de especies nativas y exóticas plantadas.
- Parque nacional Lata, 50 km², en Savai'i. Es de propiedad privada y estaba propuesto en 2014.
- Parque nacional de Mauga o Salafai, 59,7 km², en Savai'i
- Parque nacional del Lago Lanotoo, 8,5 km², en Upolu. En el centro de las tierras altas, consiste en tres pequeños lagos de cráter, Lanoto’o, Lanoata’ata y Lanoanea. Protege especies endémicas en peligro que viven en el bosque tropical, como la paloma manumea, el estornino de Samoa, el silbador de Samoa, el monarca samoano y el oruguero de Samoa. El lago Lanoto'o es además sitio Ramsar.
- Parque nacional de O Le Pupu Pu'e, 50,2 km² en Upolu. Una franja entre la costa sur y lo alto de la montaña. En su interior se encuentra la cueva Pe’ape’a, un tubo de lava habitado por la salangana polinesia. También se encuentra la cascada Ofa y un bosque tropical con grandes árboles.

## Reservas y áreas marinas
En 2014 se propuso crear en torno a las islas un santuario para ballenas, defines, tortugas y tiburones, de 120.114 km².
- Reserva marina de Palolo Deep, 22 ha, al  norte de Upolu
- Área marina protegida de Afaga Tele, 1,43 km², al nordeste de Upolu

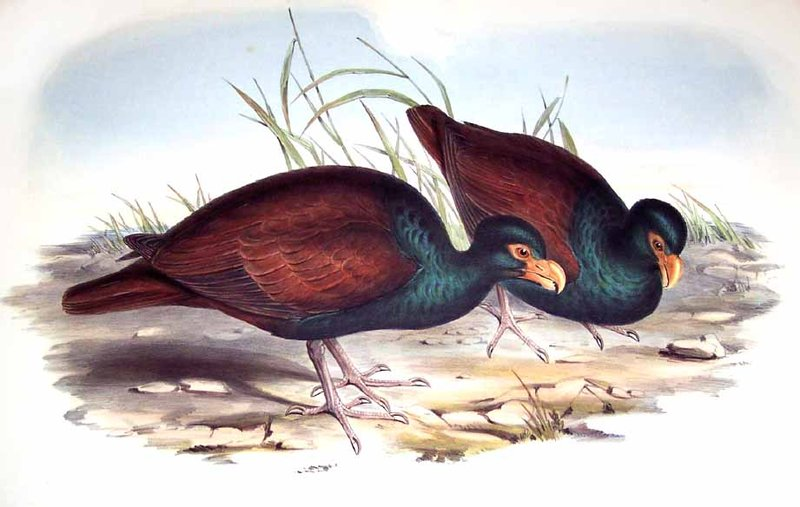
Paloma manumea, ave nacional

- Área marina protegida de Ava o sina, 7 ha, al sur de Upolu
- Área marina protegida de Faaofi laulu, 34 ha, al sur de Upolu
- Área marina protegida de Safata MPA, 2,7 km², al sur de Upolu
- Área marina protegida de punaoa, 30 ha, al sur de Upolu
- Área marina protegida de Aleipata MPA, 102,2 km², al sur y al este de Upolu.

## Áreas de conservación

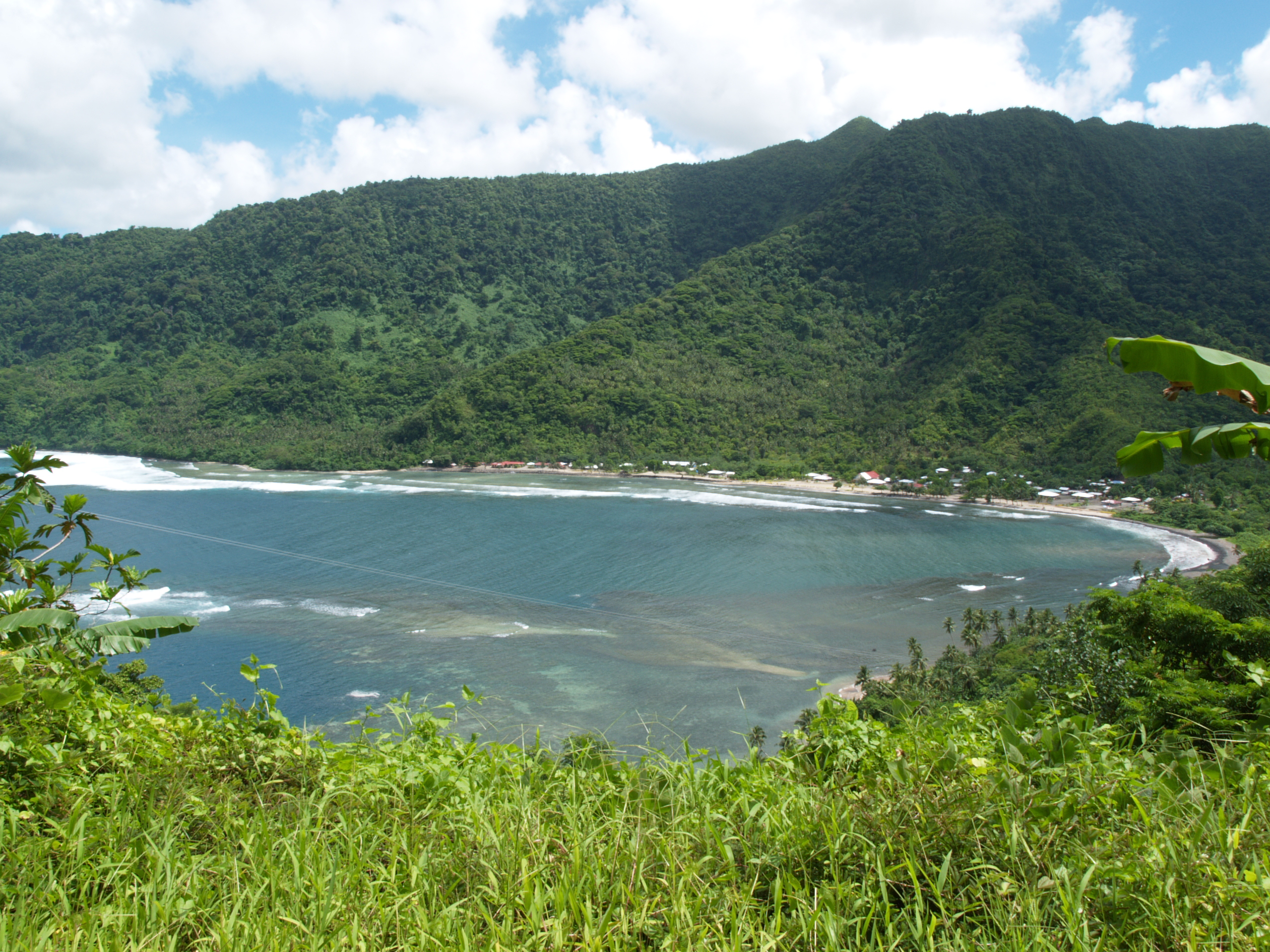
Bahía de Uafato

- Área de conservación de Uafato, al sur de la bahía del mismo nombre, en Upolu, en una zona montañosa con bosque tropical de 14 km², en la esquina nordeste de Upolu, entre la bahía de Fagaloa y el área de Ti'avea. El bosque está prácticamente intacto, y alberga especies como el ave nacional la paloma manumea y otras siete especies endémicas.[3]

## Reservas terrestres

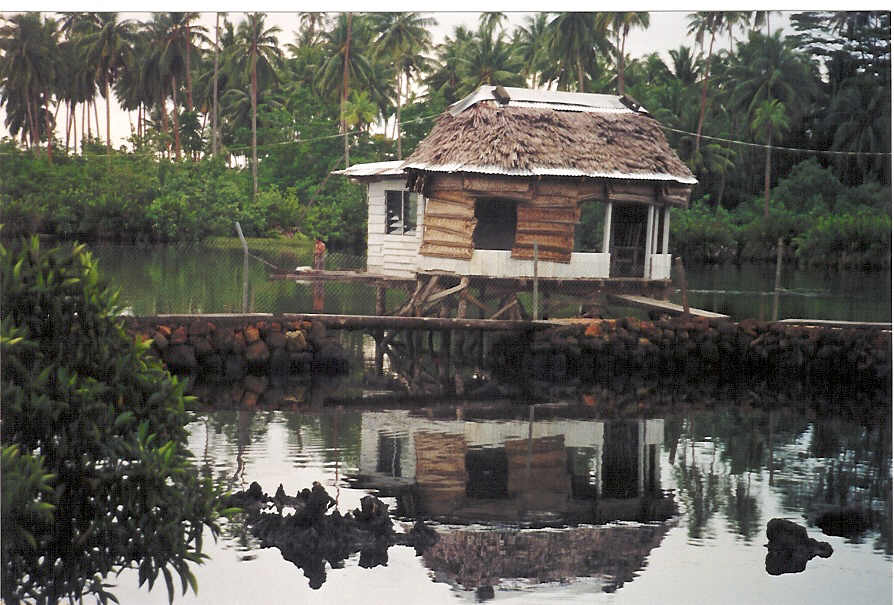
Poblado samoano en Savai'i

- Reserva natural del bosque de Cape Puava, al oeste de Savai'i
- Reserva forestal de Falealupo, 12,15 km², al oeste de Savai'i
- Malololelei Biodiversity Park, 9,7 ha, en el centro de Upolu
- Malololelei Recreation, 4,8 ha, , en el centro de Upolu
- Aoolemalo, 3,6 ha, al norte de Upolu
- Galagala, 0,1 ha, en Upolu
- Tiafau, 0,6 ha, al norte de Upolu
- Malaevaalele, 1,2 ha, al noroeste de Upolu
- Loto o Samasoni, 0,1 ha, al norte de Upolu
- Taumeasina, 0,3 ha, al norte de Upolu
- Lelata, 0,2 ha, al norte de Upolu
- Sinave, al norte de Upolu
- Vaitele Este, 0,1 ha, al norte de Upolu
- Vaitele Fou, 1,9 ha, al norte de Upolu
- Vaitele Oeste, 0,2 ha, al norte de Upolu
- Togitogiga, 3 ha, al sur de Upolu

## Otras áreas

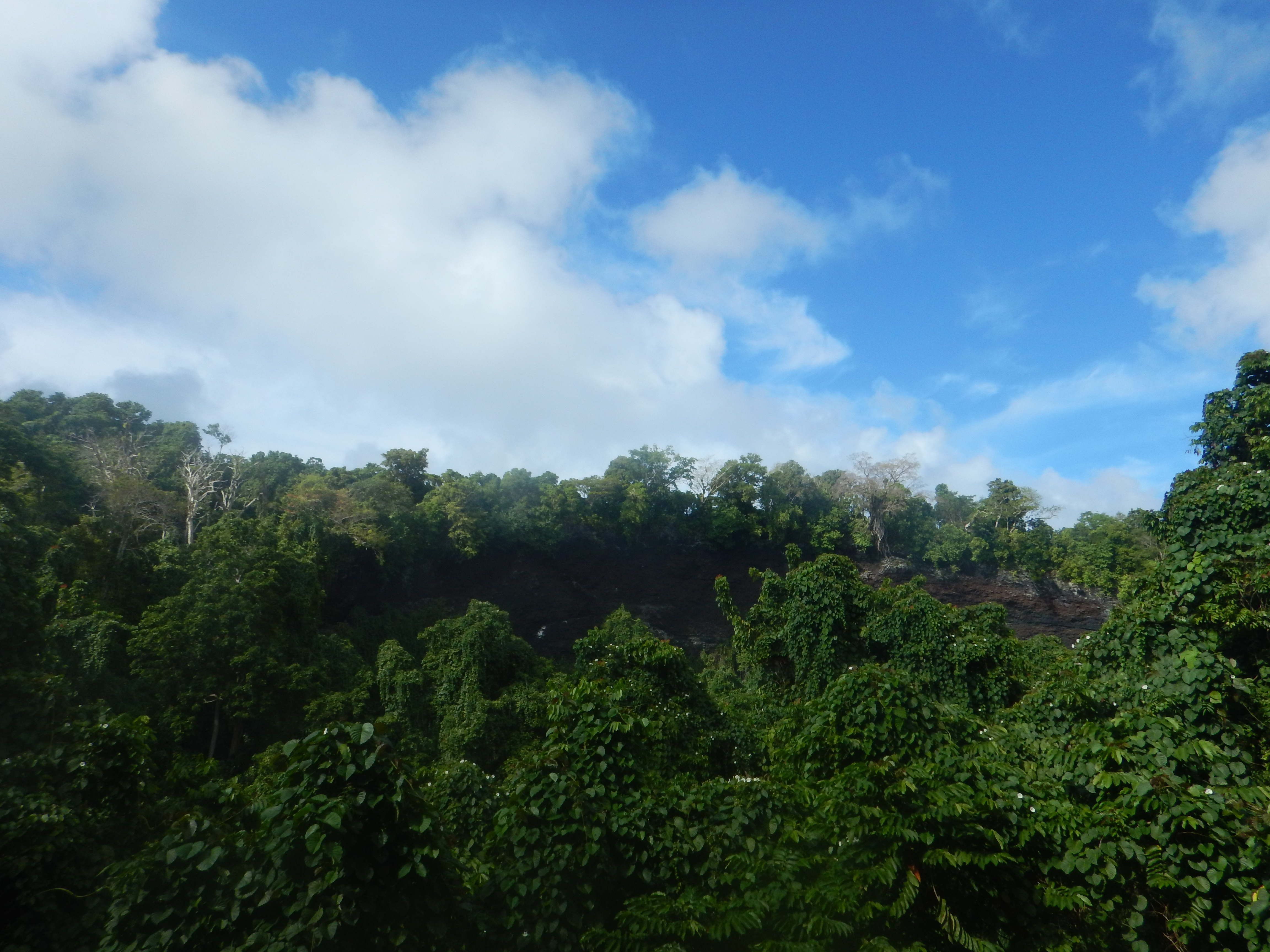
Bosque de Tafua, con el cráter

- Bosque tropical preservado de Tafua, 60 km². Selva tropical y tramos escarpados de costa de lava con acantilados y arcos marinos. Lo más destacado es el cráter Tafua Savai'i: sus paredes escarpadas y profundas están cubiertas de vegetación.[4]
- Arrecife Fusi-Tafitaola, al norte de Upolu
- Monte Silisili, 89 km², en Savai'i
- Bosque pantanoso de Matautu, 16 ha
- Sasina, 5 km², al norte de Savai'i
- Sa'anapu-Sataoa, 75 ha, al sur de Upolu

## Sitios Ramsar

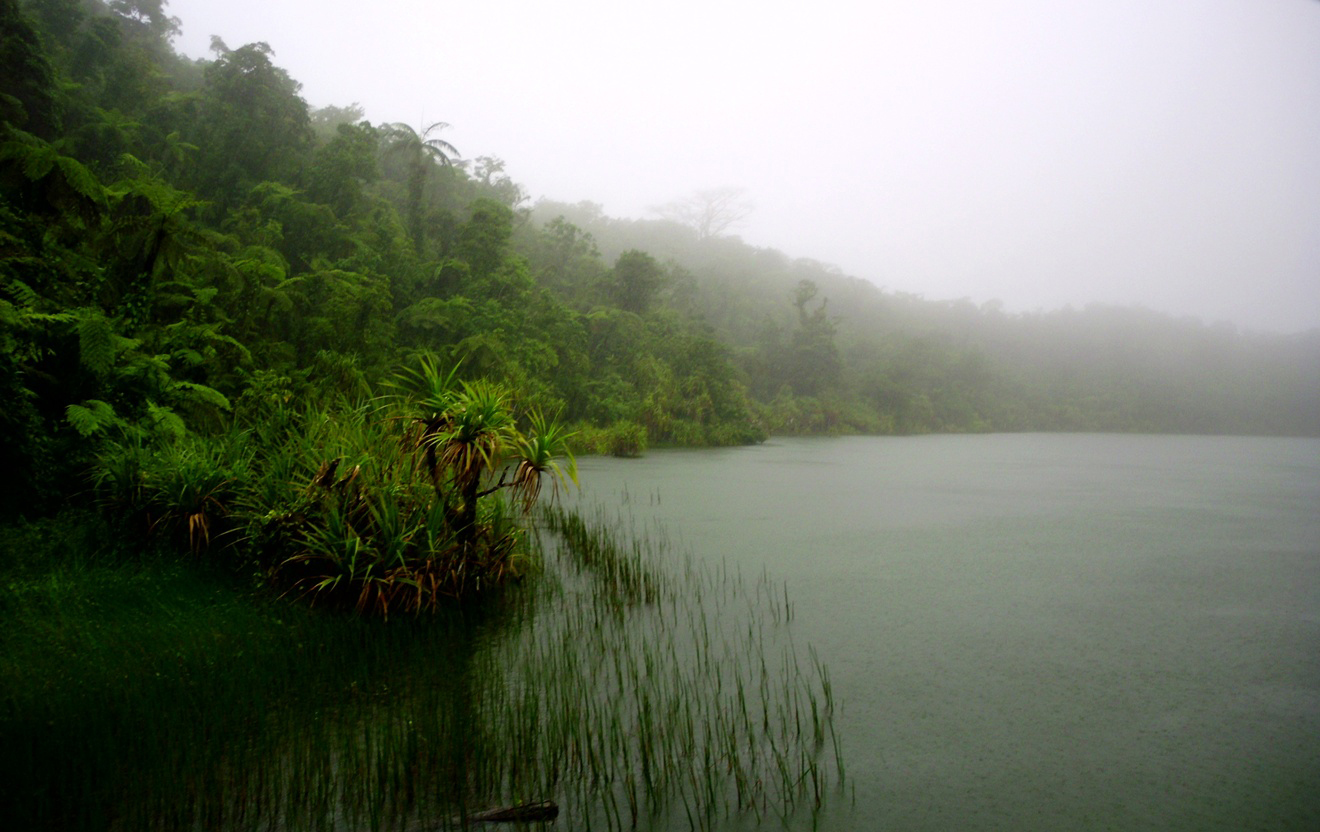
Lago Lanoto'o

- Lago Lanoto'o, 470 ha, 13°54′S 171°50′W, en el distrito de Tuamasaga, en el centro de Upolu. Tres pequeños lagos de cráter.[5]
- Parque nacional O Le Pupu Pu'e, 50,2 km², 13°59′S 171°43′W. Desde los picos más altos de la ksla de Upolu hasta los acantilados de lava de la costa. Contiene amplios bosques tropicales, dos marismas herbáceas de montaña, partes de los ríos Mataloa y Vaalega, y de la cuenca de Togitogiga, donde hay una cascada importante. Alberga especies en peligro como la paloma manumea, en peligro crítico, y el mielero mao.[6]